# 新潟県立村上女子高等学校
新潟県立村上女子高等学校（にいがたけんりつむらかみじょしこうとうがっこう）とは、かつて新潟県村上市学校町にあった県立高等学校。

## 概要
1967年開校。2002年4月から募集を停止し、2004年3月閉校。校舎は新潟県立村上中等教育学校に転用された。
卒業証明書の交付申請先には村上中等教育学校が指定されているが、同校は村上女子について具体的な言及をしていないため、後身に該当するのかは定かではない。
なお、1948年4月から翌1949年3月までの間、現在の新潟県立村上桜ヶ丘高等学校が同じ名称を使用していたことがあるが、直接の関係はない。

## 出身者
- 田中千代美（バレーボール選手）